# Wladislaw Alexandrowitsch Tretjak
Wladislaw Alexandrowitsch Tretjak (russisch Владислав Александрович Третьяк; * 25. April 1952 in Orudjewo, Oblast Moskau, Russische SFSR) ist ein ehemaliger russischer Eishockeyspieler. Mit der sowjetischen Nationalmannschaft wurde er mehrfacher Olympiasieger und Weltmeister. Während seiner aktiven Zeit galt Tretjak als weltbester Eishockeytorwart und trug den Spitznamen „Mann mit den tausend Händen“.

## Karriere

### Kindheit und Jugend
Wladislaw Tretjak wurde am 25. April 1952 in einem Dorf nahe Dmitrow geboren. Er stammt aus einer ukrainischen Familie, seine beiden Eltern kamen ursprünglich aus Sumy. Sein Vater war 37 Jahre lang Pilot der sowjetischen Luftwaffe, während seine Mutter als Sportlehrerin arbeitete. Wie sein älterer Bruder begann er als Kind mit dem Schwimmsport, probierte aber auch das Tauchen und Turmspringen. Mit seinen Eltern ging er jeden Sonntag zum Eislauf in den Gorki-Park.
Später entdeckte er den alten Feldhockeyschläger seiner Mutter und verwandelte den Hof und Garten der elterlichen Wohnung in einen Eishockeyübungsplatz. Im Alter von 11 Jahren meldete ihn seine Mutter in der Kinder- und Jugendsportschule des ZSKA Moskau an, an der er aufgrund seiner Vorkenntnisse im Schlittschuhlaufen angenommen wurde. Unter Trainer Witali Jerfilow spielte er zunächst als Stürmer. Aufgrund der Knappheit von Spielerausrüstungen wechselte er bald auf die unbesetzte Position des Torhüters, da er dadurch sofort eine komplette Ausrüstung erhielt.
Seine erste Verletzung erlitt er im Alter von 12 Jahren, als er einen Pucktreffer im Gesicht erhielt. Aus Angst, aus dem Team geworfen zu werden, meldete er die Verletzung nicht sofort.
Im Sommer 1967 interessierte sich erstmals der Cheftrainer der Herrenmannschaft, Anatoli Tarassow, für Wladimir Tretjak und ließ ihn als vierten Torhüter beim Training der Herren mitwirken.
Zwischen Dezember 1967 und Anfang Januar 1968 fand in Finnland die erste U19-Europameisterschaft statt, bei der Tretjak mit der U19-Nationalmannschaft die Silbermedaille gewann. Der damalige U19-Nationaltrainer, Nikolai Putschkow, charakterisierte Tretjak in einem Zeitungsinterview als hervorragenden Torhüter: „Im Allgemeinen mache ich jungen Leuten keine Komplimente ..., aber in diesem Fall mache ich eine Ausnahme. Ich habe einen Jungen namens Wladik, der mich mit seiner erstaunlichen Reaktionsfähigkeit, Beweglichkeit und Mut begeistert.“
Während der Saison 1968/69 debütierte er in der sowjetischen Meisterschaft, der damaligen Klass A, für die Herrenmannschaft des ZSKA und absolvierte insgesamt drei Partien bis zum Saisonende. Parallel dazu spielte er weiter für die U19-Juniorenmannschaft des Armeesportklubs, wurde mit dieser 1969 Juniorenmeister der UdSSR und als bester Torhüter der U19-Junioren ausgezeichnet. Außerdem nahm er mit der U19-Nationalmannschaft an der Junioren-Europameisterschaft 1969 teil, bei der zwei Partien absolvierte und die Goldmedaille gewann.

### Aufstieg zum Stammtorhüter beim ZSKA und der Sbornaja
In der Saison 1969/70 gewann er mit dem ZSKA seinen ersten sowjetischen Meistertitel und absolvierte dabei 34 der 44 Saisonspiele, womit sein Aufstieg zum Stammtorhüter – trotz seines Alters von 17 Jahren – besiegelt war. Der ZSKA beendete die Saison mit zehn Punkten Vorsprung vor Spartak Moskau. Im Dezember 1969 debütierte er als 17-Jähriger in der  sowjetischen A-Nationalmannschaft, der sogenannten Sbornaja, beim Iswestija-Pokal, einem in Moskau ausgetragenen Wettbewerb für Nationalmannschaften. Dort trat die Nationalmannschaft mit zwei sehr jungen Torhütern an – Wladimir Schepowalow mit 21 Jahren und Wladislaw Tretjak. Sein erstes A-Länderspiel war die Partie gegen Finnland, im weiteren Turnierverlauf absolvierte er die zweite Hälfte des Spiels gegen Kanada, die Partie gegen Schweden sowie zehn Minuten Eiszeit gegen die Tschechoslowakei.
Außerdem gewann er im Januar 1970 die Goldmedaille bei der Junioren-Europameisterschaft. Bei der Eishockey-Weltmeisterschaft 1970 in Stockholm debütierte er im März 1970 als zweiter Torhüter hinter Wiktor Konowalenko, wurde in insgesamt sechs Spielen eingesetzt und gewann am Turnierende seine erste Goldmedaille bei Herren-Weltmeisterschaften mit der Sbornaja. Im Januar 1971 gewann Tretjak seinen dritten Junioren-Europameistertitel, zudem wurde er in das All-Star-Team des Turniers gewählt und als bester Torhüter ausgezeichnet. Am Ende der Saison 1970/71 gewann er mit dem ZSKA die sowjetische Meisterschaft, wurde in das All-Star-Team der Wysschaja Liga gewählt und gewann die Goldmedaille bei der Weltmeisterschaft in der Schweiz. 1972 nahm Tretjak erstmals an den Olympischen Winterspielen, die damals in Sapporo stattfanden, teil. Im Turnierverlauf erreichte das sowjetische Nationalteam vier Siege und ein 3:3-Unentschieden gegen Schweden, so dass es seine vierte olympische Goldmedaille seit seinem Debüt im Jahr 1956 gewann. Für Tretjak war es sein erster Olympiasieg, wobei er vier der fünf Turnierspiele absolvierte und damit zum Stammtorhüter der Sbornaja avancierte.
Einige Monate später gewann Tretjak mit dem ZSKA seine dritte nationale Meisterschaft in Folge. Auf internationaler Ebene gewann die Nationalmannschaft durch eine Niederlage gegen die gastgebende Tschechoslowakei die Silbermedaille bei der Weltmeisterschaft 1972.

### Internationaler Durchbruch bei der Summit Series 1972
Aufgrund des 1970 beschlossenen Rückzugs des kanadischen Eishockeyverbands von Eishockey-Weltmeisterschaften und Olympischen Winterspielen fehlten zu Beginn der 1970er Jahre sportliche Vergleiche zwischen der besten europäischen Mannschaft, der Sbornaja, und den besten Spielern der National Hockey League. Daher wurde 1972 eine Serie von acht Spielen zwischen ebendiesen Kontrahenten eingeführt, die später als Summit Series bekannt wurde.
Wladislaw Tretjak war 1972 in Nordamerika mehr oder weniger unbekannt. Von den kanadischen Scouts wurde er als das schwächste Glied der sowjetischen Mannschaft bewertet. Diese Fehleinschätzung ist auf die einzige Erkundungsreise durch Vertreter des Team Canada zurückzuführen. Die Scouts Bob Davidson und John McLellan verbrachten nur vier Tage in Moskau und sahen Tretjak in nur einem einzigen teaminternen Spiel, wobei er in der schwächeren Mannschaft spielte und insgesamt acht Tore zuließ. Wie Tretjak später berichtete, hatte er die Nacht zuvor mit Feiern verbracht, da er am folgenden Tag heiratete und sich nicht wirklich konzentrieren konnte. Später gab er zu, dass dies vielleicht auch ein Trick war, um die Kanadier hinters Licht zu führen.
Vor dem ersten Spiel der Serie besuchte der NHL-Spitzentorhüter Jacques Plante Tretjak in der Kabine der Sowjets, um ihm Tipps zu geben, wie er gegen die NHL-Stars Mahovlich, Esposito, Cournoyer und Henderson agieren sollte. Er tat dies, da er eine Demütigung des sowjetischen Torhüters und einen sehr hohen Sieg der Kanadier erwartete.
Die Spieler des kanadischen Teams glaubten den Beobachtungen ihrer Scouts und fanden sich durch zwei frühe Tore zu Beginn des ersten Spiels in Montreal bestätigt. Aber vom Zeitpunkt des zweiten Gegentores an steigerte sich Tretjak, „tauchte anscheinend aus dem Nichts auf“, um kanadische Schüsse zu blocken, und frustrierte seine Gegner, die ihn ständig mit Torschüssen traktierten. Letztlich gewannen die Sowjets das Spiel mit 7:3.
Das kanadische Team generierte in sechs der acht Spiele der Serie mehr Torschüsse als die Sowjets. Im dritten Drittel des  vierten Spiels hielt Tretjak alle 21 Schüsse auf sein Tor. Tretjaks Fangquote von 88,4 Prozent gab der Sbornaja immer die Möglichkeit, zu gewinnen, sein Agieren war für die damaligen Verhältnisse spektakulär. Im letzten Spiel der Serie musste Tretjak 34 Sekunden vor Spielende ein Tor von Paul Henderson zum 6:5-Entstand hinnehmen. Diesen Treffer bezeichnete er im Nachhinein als das „ärgerlichste Tor“ seiner Karriere, da Henderson kurz zuvor an der Bande hinter dem Tor gestürzt war und nur so zum richtigen Zeitpunkt vor Tretjak auftauchen konnte, um den Abpraller eines zuvor abgewehrten Schusses auszunutzen.
Tretjak wurde nicht nur in seiner Heimat, sondern auch in Kanada als überragender Spieler der Serie gefeiert. Durch seine Spielweise erreichte er den Respekt der Kanadier und verbrachte Stunden mit dem Geben von Autogrammen.

### Internationale Dominanz der Sowjetunion in den 1970er Jahren
Auch in der Saison 1972/73 war der ZSKA der dominierende Klub der sowjetischen Liga und gewann die Meisterschaft mit 24 Siegen, vier Niederlagen und zwei Unentschieden. Tretjak wurde erneut in das All-Star-Team der Liga gewählt und war auf Platz drei (hinter Waleri Charlamow und Wladimir Petrow) bei der Wahl zum besten Spieler der Saison. Die Eishockey-Weltmeisterschaft 1973 fand vom 31. März bis 15. April 1973 in Moskau statt. Die erste Angriffsreihe der Sbornaja, die aus den ZSKA-Stürmern Charlamow, Petrow und Boris Michailow bestand, dominierte das Turnier und verhalf der Sowjetunion zu durchschnittlich zehn Toren pro Partie. Mit nur 18 Gegentoren in zehn Spielen und ohne Niederlage belegte sie letztlich den ersten Platz der Welttitelkämpfe.
In der Spielzeit 1973/74 übernahm die Mannschaft von Krylja Sowetow Moskau in der nationalen Meisterschaft den Spitzenplatz vom ZSKA mit elf Punkten Vorsprung. Tretjak wurde trotzdem in das All-Star-Team gewählt und belegte bei der Wahl zum besten Spieler der Saison mit 113 Punkten den ersten Platz.  Bei der Weltmeisterschaft 1974 gewann Tretjak mit der Sbornaja – bei neun Siegen und einer Niederlage gegen die Tschechoslowakei – eine weitere Goldmedaille. Darüber hinaus wurde er als bester Torhüter des Turniers ausgezeichnet, aber durch die anwesenden Journalisten nicht in das First-All-Star-Team, sondern in das zweite All-Star-Team gewählt.
Tretjak bestritt insgesamt 482 Spiele für den ZSKA, in denen er 1158 Tore zuließ.
Er spielte 287 Mal für die UdSSR. In dieser Zeit konnte er mit seiner Mannschaft 10 Gold-, 1 Silber- und 2 Bronzemedaillen bei den Eishockey-Weltmeisterschaften gewinnen. In 98 Spielen hatte er einen Schnitt von lediglich 1,78 Gegentoren. Seine größte Niederlage war bei den Olympischen Winterspielen 1980 im legendären Spiel (Miracle on Ice) gegen die USA: Das Spiel ging 4:3 verloren, und er wurde zudem am Ende des ersten Drittels von seinem damaligen Trainer Wiktor Tichonow durch Wladimir Myschkin ersetzt.
Bei Olympischen Winterspielen konnte er mit seiner Mannschaft drei Goldmedaillen und eine Silbermedaille erringen. Beim Canada Cup 1981, den die UdSSR gewann, wurde er zum Most Valuable Player gewählt. 1981, 1982 und 1983 wurde Tretjak von der Tageszeitung Iswestija mit dem goldenen Schläger als bester europäischer Spieler des Jahres ausgezeichnet und ist gemeinsam mit Wjatscheslaw Fetissow, der ebenfalls drei Mal die Auszeichnung gewann, Rekordgewinner.
Tretjak wollte ab dem Canada Cup bei den Montréal Canadiens in der NHL spielen. Beim NHL Entry Draft 1983 wurde er von ihnen in der 7. Runde an 138. Stelle gezogen. Dieser Traum zerplatzte jedoch aufgrund des Eisernen Vorhangs. 1984 streikte er bei ZSKA und in der Nationalmannschaft. Tichonow verbot den Wechsel und Tretjak beendete daraufhin seine Karriere.

### Als Trainer und Funktionär

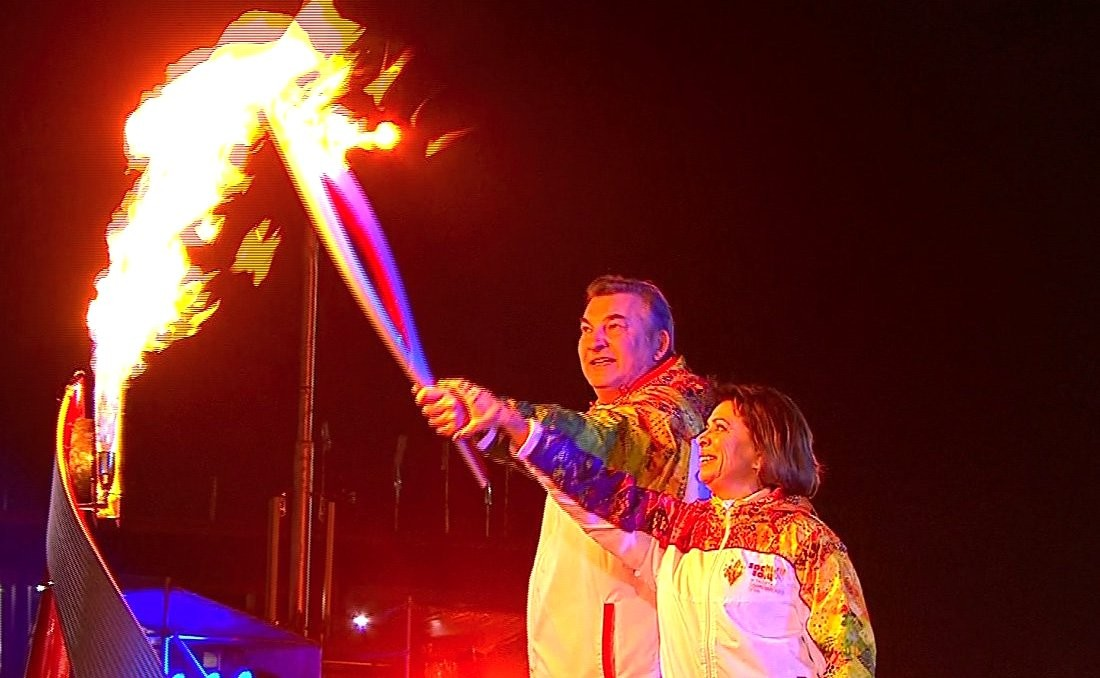
Tretjak und Irina Rodnina entzünden das olympische Feuer bei den Olympischen Winterspielen 2014 in Sotschi

Anlässlich der Eröffnungszeremonie der Olympischen Winterspiele 1984 in Sarajevo führte er die sowjetische Mannschaft als Fahnenträger an.
1989 wurde er als erster sowjetischer Eishockeyspieler überhaupt mit der Aufnahme in die Hockey Hall of Fame geehrt.
Tretjak war von 1981 bis 1991 Mitglied der Athletenkommission des Internationalen Olympischen Komitees und von 1991 bis 2003 als Torwarttrainer für die Chicago Blackhawks tätig. Er war bei mehreren Turnieren Assistenztrainer der russischen Nationalmannschaft, unter anderem bei den Olympischen Winterspielen 1998 und 2002.
Tretjak ist seit 2003 für die Partei Einiges Russland Mitglied der russischen Staatsduma.
Am 25. April 2006 wurde er zum Präsidenten des Russischen Eishockeyverbandes ernannt. Nur wenige Tage später, am 28. April 2006, erhielt er die Meritorious Service Medal durch den Generalgouverneur von Kanada. Diese Auszeichnung wurde ihm für seine Bemühungen um die kanadisch-russischen Beziehungen verliehen.
Bei der Eröffnung der Olympischen Winterspiele 2014 in Sotschi war Tretjak gemeinsam mit Irina Rodnina Schlussläufer des olympischen Fackellaufs, der am Ende mit der Fackel das olympische Feuer entzündete.

## Erfolge und Auszeichnungen
- 1989 Aufnahme in die Hockey Hall of Fame
- 1997 Aufnahme in die IIHF Hall of Fame
- 2008 IIHF Centennial All-Star Team[18]

### National
- 1969 U19-Meister der UdSSR und U19-Torhüter des Jahres
- 1970 Sowjetischer Meister mit ZSKA Moskau
- 1971 Sowjetischer Meister mit ZSKA Moskau
- 1971 All-Star-Team der Wysschaja-Liga
- 1972 Sowjetischer Meister mit ZSKA Moskau
- 1973 Sowjetischer Meister mit ZSKA Moskau
- 1973 Sowjetischer Pokalsieger
- 1974 Spieler des Jahres und All-Star-Team der Wysschaja Liga
- 1974 Sowjetischer Pokalsieger
- 1975 Sowjetischer Meister mit ZSKA Moskau
- 1975 Spieler des Jahres der Wysschaja Liga
- 1975 Sowjetischer Pokalsieger
- 1976 Spieler des Jahres der Wysschaja Liga
- 1976 Sowjetischer Pokalsieger
- 1977 Sowjetischer Meister mit ZSKA Moskau
- 1977 Sowjetischer Pokalsieger
- 1978 Sowjetischer Meister mit ZSKA Moskau
- 1979 Sowjetischer Meister mit ZSKA Moskau
- 1979 Sowjetischer Pokalsieger
- 1980 Sowjetischer Meister mit ZSKA Moskau
- 1981 Sowjetischer Meister mit ZSKA Moskau
- 1981 Spieler des Jahres der Wysschaja Liga
- 1982 Sowjetischer Meister mit ZSKA Moskau
- 1983 Sowjetischer Meister mit ZSKA Moskau
- 1983 Spieler des Jahres der Wysschaja Liga
- 1984 Sowjetischer Meister mit ZSKA Moskau

### Europapokal
- 1969 	Gewinn des Europapokals mit dem  ZSKA Moskau
- 1970 	Gewinn des Europapokals mit dem  ZSKA Moskau
- 1971 	Gewinn des Europapokals mit dem  ZSKA Moskau
- 1972 	Gewinn des Europapokals mit dem  ZSKA Moskau
- 1973 	Gewinn des Europapokals mit dem  ZSKA Moskau
- 1974 	Gewinn des Europapokals mit dem  ZSKA Moskau
- 1976 	Gewinn des Europapokals mit dem  ZSKA Moskau
- 1978 	Gewinn des Europapokals mit dem  ZSKA Moskau
- 1979 	Gewinn des Europapokals mit dem  ZSKA Moskau
- 1980 	Gewinn des Europapokals mit dem  ZSKA Moskau
- 1981 	Gewinn des Europapokals mit dem  ZSKA Moskau
- 1982 	Gewinn des Europapokals mit dem  ZSKA Moskau
- 1983 	Gewinn des Europapokals mit dem  ZSKA Moskau

### International

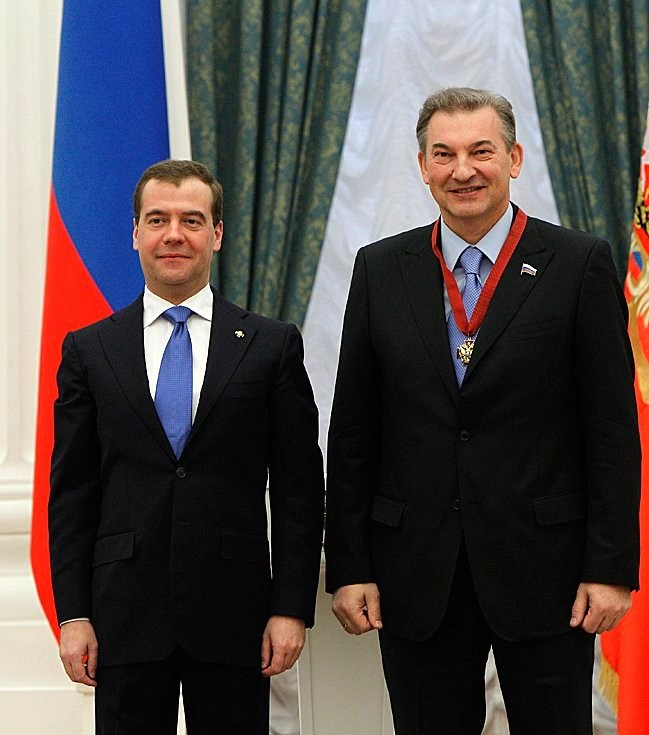
Tretjak wird mit dem Verdienstorden für das Vaterland, III. Grad, geehrt (2012)

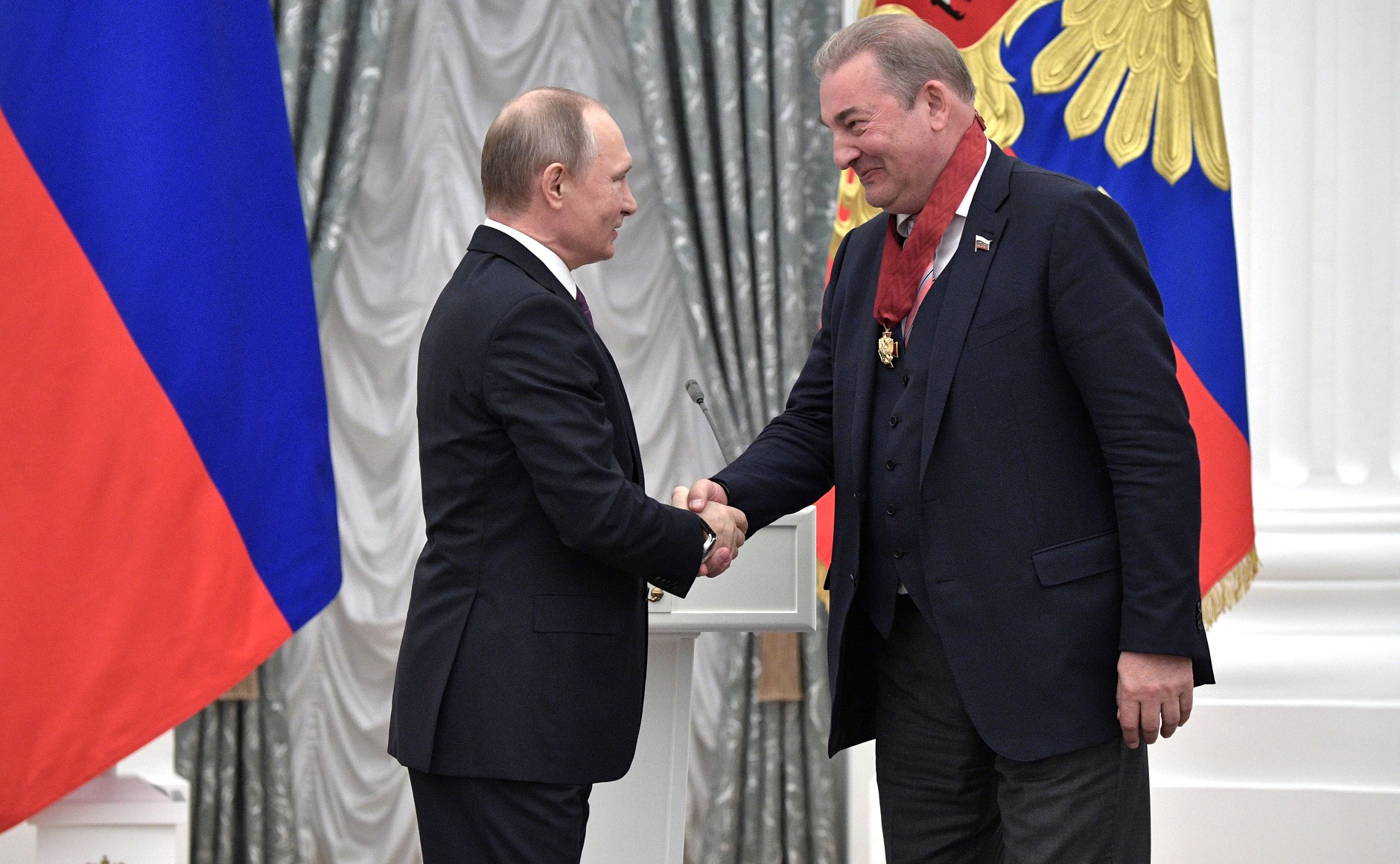
2017 erhielt Tretjak den Verdienstorden für das Vaterland, II. Grad

- 1968 Silbermedaille bei der U19-Europameisterschaft
- 1969 Goldmedaille bei der U19-Europameisterschaft
- 1970 Goldmedaille bei der U19-Europameisterschaft
- 1970 Goldmedaille bei der Weltmeisterschaft
- 1971 Goldmedaille bei der U19-Europameisterschaft
- 1971 All-Star-Team und bester Torhüter der U19-Europameisterschaft
- 1971 Goldmedaille bei der Weltmeisterschaft
- 1972 Goldmedaille bei den Olympischen Winterspielen
- 1972 Silbermedaille bei der Weltmeisterschaft
- 1973 Goldmedaille bei der Weltmeisterschaft
- 1974 Goldmedaille bei der Weltmeisterschaft
- 1975 Goldmedaille bei der Weltmeisterschaft
- 1976 Goldmedaille bei den Olympischen Winterspielen
- 1976 Silbermedaille bei der Weltmeisterschaft
- 1977 Bronzemedaille bei der Weltmeisterschaft
- 1978 Goldmedaille bei der Weltmeisterschaft
- 1979 Goldmedaille bei der Weltmeisterschaft
- 1979 Bester Torhüter der Weltmeisterschaft
- 1980 Silbermedaille bei den Olympischen Winterspielen
- 1981 Goldmedaille bei der Weltmeisterschaft
- 1981 Bester Torhüter der Weltmeisterschaft
- 1982 Goldmedaille bei der Weltmeisterschaft
- 1983 Goldmedaille bei der Weltmeisterschaft
- 1983 All-Star-Team und bester Torhüter der Weltmeisterschaft
- 1984 Goldmedaille bei den Olympischen Winterspielen

### Orden und Medaillen
- 1970 Jubiläumsmedaille „Zum Gedenken an den 100. Geburtstag von Wladimir Iljitsch Lenin“
- 1970 Verdienter Meister des Sports der UdSSR
- 1972 Medaille „Für heldenmütige Arbeit“
- 1975 Ehrenzeichen der Sowjetunion
- 1978 Leninorden
- 1978 Medaille „60 Jahre Streitkräfte der UdSSR“
- 1981 Orden der Völkerfreundschaft
- 1984 Orden des Roten Banners der Arbeit
- Medaille „Für einwandfreien Dienst“ I., II. und III. Klasse
- 1988 Medaille „70 Jahre Streitkräfte der UdSSR“
- 1997 Medaille zur Erinnerung an den 850. Jahrestag Moskaus
- 2002 Verdienstorden für das Vaterland, IV. Grad
- 2006 Verdienter Arbeiter der Körperkultur der Russischen Föderation
- 2006 Meritorious Service Medal
- 2010 Orden der Ehre
- 2012 Verdienstorden für das Vaterland, III. Grad[19]
- 2016 Pjotr-Arkadjewitsch-Stolypin-Medaille, II. Grad
- 2016 Salawat-Julajew-Orden
- 2017 Verdienstorden für das Vaterland, II. Grad

## Karrierestatistik
(Legende zur Torhüterstatistik: GP oder Sp = Spiele insgesamt; W oder S = Siege; L oder N = Niederlagen; T oder U oder OT = Unentschieden oder Overtime- bzw. Shootout-Niederlage; Min. = Minuten; SOG oder SaT = Schüsse aufs Tor; GA oder GT = Gegentore; SO = Shutouts; GAA oder GTS = Gegentorschnitt; Sv% oder SVS% = Fangquote; EN = Empty Net Goal; 1 Play-downs/Relegation; Kursiv: Statistik nicht vollständig)